# Il commissario Torrente - Il braccio idiota della legge
Il commissario Torrente - Il braccio idiota della legge (Torrente 4: Lethal Crisis) è un film del 2011 diretto da Santiago Segura.

## Trama
L'ex commissario Torrente, dopo aver capito che oramai è sul lastrico, decide di accettare un lavoro da killer, deve uccidere una persona facendo sembrare il tutto un incidente. Prima del colpo viene però incastrato da un suo complice e quindi si ritrova in carcere. Qui ritrova suo zio Gregorio ed un giovane ragazzo esperto di arti marziali, con i quali organizza un piano d'evasione.

## Edizione italiana
I dialoghi e la direzione del doppiaggio sono stati realizzati da Tonino Accolla (qui all'ultimo lavoro cinematografico) per la Fono Roma Film recording. In Italia il film è stato distribuito da Ellemme Group di Massimo Ferrero.

## Curiosità
Quarto film della serie, è il primo arrivato in Italia con lo stesso titolo del primo capitolo intitolato appunto Torrente, el brazo tonto de la ley.